# Getskär, Raseborg
Getskär är en ö i Finland. Den ligger i Finska viken och i kommunen Raseborg i den ekonomiska regionen  Raseborg i landskapet Nyland, i den södra delen av landet. Ön ligger omkring 87 kilometer väster om Helsingfors.
Öns area är 14,2 hektar och dess största längd är 700 meter i öst-västlig riktning. Getskär sitter ihop med Tovö i öster genom en smal landbrygga. Landbryggan utgör också den östra gränsen för det naturskyddsområde som Getskär och flera av de intilliggande öarna tillhör.
Getskär har Tovö i öster, Gloskär i norr och Bässkär i väster. I söder ligger Getskärsfjärden och söder om den Alglo, Sonaholmen och Julö.
Inlandsklimat råder i trakten. Årsmedeltemperaturen i trakten är 4 °C. Den varmaste månaden är augusti, då medeltemperaturen är 15 °C, och den kallaste är januari, med −6 °C.